# Allium karataviense
Allium karataviense — вид рослин з родини амарилісових (Amaryllidaceae); поширений у Казахстані й Узбекистані, Киргизстані, Таджикистані, Афганістані.

## Опис
Багаторічна рослина. Цибулина куляста, потужна, 2—6 см завширшки, з чорнуватими або сіруватими оболонками. Стеблина досить товста, 10—25 см заввишки, іноді майже до половини занурена в землю, коротша від листя. Листків зазвичай 2, рідше 1 або 3, довгасто-еліптичні або еліптичні, 3–10 см завширшки, на краях гладкі. Зонтик кулястий, багатоквітковий, щільний, густий, з рівними квітконіжками. Листочки оцвітини блідо-рожево-фіолетові, з більш темною жилкою, 5—7 мм завдовжки, лінійні, тупі, пізніше вниз відігнуті та скручені. Коробочка обернено серцеподібна, ≈ 8 мм довжиною.
Квітне у квітні — червні.

## Поширення
Поширений у Казахстані й Узбекистані, Киргизстані, Таджикистані, Афганістані. Зростає на щебенистих рухомих розсипах в нижньому і середньому поясах гір.